# Гвалдра (Ђенова)
Гвалдра је насеље у Италији у округу Ђенова, региону Лигурија.
Према процени из 2011. у насељу је живело 37 становника. Насеље се налази на надморској висини од 499 м.